# الجمهورية التشيكوسلوفاكية الأولى
الجمهورية التشيكوسلوفاكية الأولى (بالتشيكية: první Československá republika, بالسلوفاكية: Slovak prvá Československá republika أو Prvá republika ) هو الاسم الاصطلاحي الذي يطلق على تشيكوسلوفاكيا ما بين أعوام 1918-1938. وجاء إعلان استقلال تشيكوسلوفاكيا عام 1918 عن الإمبراطورية النمساوية المجرية في نهاية الحرب العالمية الأولى. بعد عام 1933 ظلت جمهورية تشيكوسلوفاكيا الدولة الديموقراطية الوحيدة الموجودة في وسط وشرق أوروبا في حين كانت الدول الأخرى تخضع لأنظمة سلطوية أو استبدادية.

## التاريخ
أعلن عن قيام جمهورية تشيكوسلوفاكيا رسميا يوم 28 أكتوبر 1918 نتيجة اتحاد خمسة مناطق مستقلة عن الإمبراطورية النمساوية المجرية وهذه المناطق هي: بوهيميا ومورافيا وأجزاء من سيليزيا وسلوفاكيا وروثينيا الكارباتية
في نهاية الثلاثينيات دخلت تشيكوسلوفاكيا في نزاع سياسي مع ألمانيا النازية حول إقليم السوديت الذي تقطنه غالبية ألمانية حيث تنازلت عنه تشيكوسلوفاكيا في نهاية المطاف لصالح ألمانيا في 1 أكتوبر 1938 بموجب معاهدة ميونخ، كما تنازلت عن الأجزاء الجنوبية إلى مملكة المجر ومنطقة زاولزي في سيليزيا إلى بولندا.
أعلن استقلال تشيكوسلوفاكيا في 28 أكتوبر عام 1918 من قبل المجلس الوطني التشيكوسلوفاكي في براغ. واضطرت عدة مجموعات إثنية ومناطق ذات تقاليد تاريخية وسياسية واقتصادية مختلفة إلى الاندماج في هيكل دولة جديد. ويكمن أصل الجمهورية الأولى في النقطة 10 من النقاط الأربع عشرة التي كتبها وودرو ويلسون: «إن شعوب النمسا والمجر هي بين الأمم التي نتمنى رؤيتها مصانة وأمنة، ويجب أن تُمنح فرصة حرة للتنمية المستقلة».
رُسمت الحدود الكاملة للبلاد ونظمت حكومتها أخيرًا في الدستور التشيكوسلوفاكي لعام 1920. واعترف الحلفاء في الحرب العالمية الأولى بتوماس غاريك ماساريك كزعيم للحكومة التشيكوسلوفاكية المؤقتة، وفي عام 1920 انتخب كأول رئيس للبلاد. ثم أعيد انتخابه في عامي 1925 و1929، وعمل كرئيس حتى 14 ديسمبر عام 1935 عندما استقال بسبب اعتلال صحته. وخلفه إدوارد بينش.
بعد عملية آنشلوس لألمانيا النازية التي ضمت النمسا من خلالها في مارس عام 1938، كان الهدف التالي للزعيم النازي أدولف هتلر هو تشيكوسلوفاكيا. وكانت ذريعته هي الحرمان الذي عانى منه السكان ذوو الإثنية الألمانية الذين يعيشون في المناطق الحدودية الشمالية والغربية لتشيكوسلوفاكيا، والمعروفة مجتمعة باسم إقليم سوديت. وكان ضم المنطقة لألمانيا النازية هو ما جعل بقية تشيكوسلوفاكيا عاجزة عن مقاومة الاحتلال اللاحق.